# Renzo Pozzi
Renzo Pozzi, vollständiger Name Renzo Daniel Pozzi Palombo, (* 12. Oktober 1984 in Tacuarembó) ist ein uruguayischer Fußballspieler.

## Karriere

### Verein
Der 1,75 Meter große Mittelfeldspieler Pozzi stand mindestens seit der Clausura 2008 im Kader des seinerzeitigen Erstligisten Tacuarembó FC. Für die Norduruguayer bestritt er sodann bis zum Abschluss der Spielzeit 2009/10 58 Spiele in der Primera División, in denen er fünf Tore erzielte. Auch in vier Begegnungen der Liguilla Pre-Libertadores wurde er eingesetzt und traf einmal. Anschließend wechselte er zur Spielzeit 2010/11 nach Montevideo zu Liverpool Montevideo. Dort wurde er in der ersten Saison noch 23 mal in der höchsten uruguayischen Spielklasse eingesetzt. Sein Torekonto wies zwei Treffer aus. Auch in der Copa Libertadores kam er in einer Partie zum Zuge. In der Saison 2011/12 absolvierte er jedoch nur noch 15 Ligaspiele (kein Tor). In der Spielzeit 2012/13 stand er dann in Reihen Progresos. Dort sind 22 Erstligaeinsätze für Pozzi verzeichnet. Ein Tor schoss er nicht. Zur Spielzeit 2013/14 schloss er sich Juventud an und absolvierte in der Folgezeit 20 Ligaspiele für den Klub aus Las Piedras. Dabei erzielte er einen Treffer. Anschließend wechselte er im Juli 2014 zum Ligakonkurrenten und amtierenden uruguayischen Meister Danubio. Dort wurde er in der Saison 2014/15 siebenmal (kein Tor) in der Primera División und einmal (kein Tor) in der Copa Libertadores 2015 eingesetzt. In der zweiten Julihälfte 2015 schloss er sich erneut Juventud an. Bei seiner zweiten Station absolvierte er in der Saison 2015/16 fünf Erstligabegegnungen (kein Tor) und zwei Spiele (kein Tor) in der Copa Sudamericana 2015.

### Nationalmannschaft
Pozzi gehörte der von Juan Jacinto Rodríguez trainierten U-17-Auswahl Uruguays an, die an der U-17-Südamerikameisterschaft 2001 in Peru teilnahm und den 6. Platz belegte.